# Ligne de tramway 42 (Anvers)
La ligne 42 est une ancienne ligne du tramway vicinal d'Anvers de la Société nationale des chemins de fer vicinaux (SNCV) qui reliait Anvers à Lierre entre 1889 et 1962.

## Histoire
31 octobre 1889 : mise en service entre Anvers Zurenborg la gare de Lierre et Zandhoven Village, sections nouvelles (capital 31) sauf Anvers Zurenborg - Anvers Zurenborg commune avec la ligne Anvers - Hoogstraten / Turnhout (capital 1); écartement du Cap (1 067 mm); traction vapeur, exploitation par la Antwerpsche Mij voor den Dienst van Buurtspoorwegen (AMDB).
12 avril 1896 : extension de Zandhoven Village à  Oostmalle.
1919 : mise à l'écartement métrique (1 000 mm).
1920 : reprise de l'exploitation par la SNCV.
15 mars 1926 : électrification entre Anvers Zurenborg et Wommelgem.
13 février 1928 : électrification entre Wommelgem et Broechem.
28 juin 1930 : électrification entre Broechem et la gare de Lierre.
5 juin 1931 : création d'une antenne vers Wommelgem Village (traction électrique); indice 45.
3 juin 1935 : suppression du trafic voyageur sur la section Anvers Porte de Turnhout - Anvers Zurenborg (maintien du dépôt), terminus déplacé à la Rooseveltplaats par les voies du tramway urbain[réf. souhaitée].
Date inconnue (avant 1950)  : indice 45 devient indice 42/.
1er juillet 1950 : suppression de la section Broechem Station - Lierre Gare (électrique) service 42 limité à Broechem Station; suppression de la section Broechem - Oostmalle (traction autonome) et du service.
27 septembre 1958 : suppression de la section Broechem - Wommelgem et du service 42.
26 mai 1962 : suppression du service 42/.